# Kirkenes flygplats, Høybuktmoen
Kirkenes flygplats, Høybuktmoen (norska: Kirkenes lufthavn, Høybuktmoen) är Kirkenes flygplats. Flygplatsen ligger väster om staden i Sør-Varangers kommun i Finnmark fylke i norra Norge.

## Destinationer
Uppgifter från november 2009. Flygplatsen är - tillsammans med Alta flygplats - en av två flygplatser i Finnmark med direktflyg till Oslo. Den fungerar som ett regionalt nav där folk som ska till mindre flygplatser i östra Finnmark byter plan.

### Inrikes
| - Alta (Widerøe) - Berlevåg (Widerøe) - Båtsfjord (Widerøe) - Hammerfest (Widerøe) - Hasvik (Widerøe) - Honningsvåg (Widerøe) - Lakselv (Widerøe) | - Mehamn (Widerøe) - Oslo (Norwegian, SAS) - Sørkjosen (Widerøe) - Tromsø (Widerøe) - Vadsø (Widerøe) - Vardø (Widerøe) |

### Utrikes
| - Murmansk Airport i Murmansk (Widerøe) |